# Train of Thought (canción)
«Train Of Thought» es el cuarto sencillo del álbum Hunting High And Low (1985), primer álbum oficial de a-ha. La canción se basa en los escritos de los poetas Hofmo, Hamsun y Dostoevski, quienes eran los poetas favoritos de Paul Waaktaar en ese tiempo. Es la Segunda Canción del Álbum.

## Video
- Dirección: Candice Reckinger y Michael Patterson.
- Siguiendo la línea de Take On Me (por las animaciones y por las mezclas realidad/animación), Train Of Thought trata sobre un hombre que vive un día normal en su trabajo. El video fue inspirado (al igual que Take On Me) en el trabajo de un estudiante de arte. Las tomas de a-ha se grabaron en un tiempo libre de la banda durante su primera gira.
- Disponible en Headlines and Deadlines.

## Información de los sencillos

### Sencillo en vinilo de 7"
- Sencillo de Australia de 7"

Presenta a Train Of Thought (Remix) (4:17) y a And You Tell Me (Versión Original) (1:56).
- Sencillo de Alemania de 7"

Presenta a Train Of Thought (Remix) (4:17) y a And You Tell Me (Versión Original) (1:56).
- Sencillo de Japón de 7"

Presenta a Train Of Thought (Remix) (4:17) y a And You Tell Me (Versión Original) (1:56).
- Promoción en Las Filipinas de 7"

Presenta a Train Of Thought (Editada) (3:40) y a Living A Boy's Adventure Tale (Editada) (3:38).
- Sencillo de Sudáfrica de 7"

Presenta a Train Of Thought (4:11) y a Driftwood (2:58).
- Sencillo de España de 7"

Presenta a Train Of Thought (Remix) (4:17) y a And You Tell Me (Versión Original) (1:56).
- Sencillo de UK de 7"

Presenta a Train Of Thought (Remix) (4:17) y a And You Tell Me (Versión Original) (1:56).
- Sencillo de UK de 7"

Presenta a Train Of Thought (Remix) (4:17) y a And You Tell Me (Versión Original) (1:56).
- Sencillo de Estados Unidos de 7"

Presenta a Train Of Thought (Remix) (4:17) y a And You Tell Me (Versión Original) (1:56).

### Sencillo en vinilo de 12"
- Promoción en Brasil de 12"

Presenta a Train Of Thought (4:11) y 3 canciones de otros artistas.
- Sencillo de Alemania de 12"

Presenta a Train Of Thought (U.S. Mix) (7:03), Train Of Thought (Remix) (4:17) y a And You Tell Me (Versión Original) (1:56).
- Sencillo de Alemania de 12" (con Póster)

Presenta a Train Of Thought (U.S. Mix) (7:03), Train Of Thought (Remix) (4:17) y a And You Tell Me (Versión Original) (1:56).
- Sencillo de Nueva Zelandia de 12"

Presenta a Train Of Thought (U.S. Mix) (7:03), Train Of Thought (Dub Version) (8:35), Train Of Thought (Remix) (4:17) y a And You Tell Me (Versión Original) (1:56).
- Sencillo de España de 12"

Presenta a Train Of Thought (U.S. Mix) (7:03), Train Of Thought (Remix) (4:17) y a And You Tell Me (Versión Original) (1:56).
- Sencillo de UK de 12"

Presenta a Train Of Thought (U.S. Mix) (7:03), Train Of Thought (Remix) (4:17) y a And You Tell Me (Versión Original) (1:56).
- Sencillo de UK de 12"

Presenta a Train Of Thought (U.S. Mix) (7:03), Train Of Thought (Remix) (4:17) y a And You Tell Me (Versión Original) (1:56).
- Sencillo de Estados Unidos de 12"

Presenta a Train Of Thought (U.S. Mix) (7:03), Train Of Thought (Dub Version) (8:35), Train Of Thought (Remix) (4:17) y a And You Tell Me (Versión Original) (1:56). No se sabe exactamente si Train Of Thought (Dub Version) viene en el sencillo.
- Promoción de Estados Unidos de 12"

Presenta a Train Of Thought (4:11) por ambos lados.
- Prueba de Prensa de Estados Unidos de 12"

Presenta a Train Of Thought (Remix) por un lado y por el otro presenta a And You Tell Me (Versión Original) (1:56).
Nota: La versión de And You Tell Me (1:56) es la misma que la versión de Take On Me (Primer Lanzamiento), solo que con algunos arreglos.
- Datos: Q2040199